# 661

De islamitische expansie van de Omajjaden:
expansie onder Mohammed (622-632)
expansie tijdens het Rashidun-kalifaat (632-661)
expansie tijdens het Omajjaden-kalifaat (661-750)

Het jaar 661 is het 61e jaar in de 7e eeuw volgens de christelijke jaartelling.

## Gebeurtenissen

### Byzantijnse Rijk
- Keizer Constans II voert een veldtocht tegen de Longobarden. Met een Byzantijns expeditieleger valt hij vanuit Sicilië het hertogdom Benevento binnen. Constans belegert de vestingsteden Lucera en Benevento in een poging om Zuid-Italië te heroveren. (waarschijnlijke datum). De Longobarden veroveren de stad Tarente.

### Europa
- De abdij van Corbie in Picardië (Noord-Frankrijk) wordt onder Merovingische bescherming door koningin Bathildis, weduwe van Clovis II, en haar zoon Chlotharius III gesticht. Het benedictijnenklooster hoeft geen belasting te betalen in ruil voor verspreiding van het christendom.

### Arabische Rijk
- Kalief Ali ibn Aboe Talib wordt in Koefa (huidige Irak) vermoord door een fanatieke aanhanger uit de stroming van de kharidjieten. Hij wordt korte tijd opgevolgd door zijn zoon Hassan ibn Ali, die later weer aftreedt. Hierdoor ontstaat er een splitsing in de islam: Het grootste deel accepteert Moe'awija I, die de dynastie van de Omajjaden sticht. De kharidjieten en de aanhangers van Ali staan achter Ali's zoon Hoessein. Deze twee stromingen in de islam zullen uitgroeien tot respectievelijk het soennisme en het sjiisme.
- Omdat Mekka en Medina als hoofdstad niet centraal liggen in het nieuwe, islamitische rijk wordt Damascus door Moe'awija I als politieke hoofdstad aangewezen.

### Azië
- Tenji (661 - 672) volgt zijn moeder Saimei op als de 38e keizer van Japan.

## Religie
- Rond deze tijd bestaan er in Brittannië drie stromingen binnen de Katholieke Kerk:
  - de oud-Britse kerk in Wales,
  - de Iers-Schotse kerk in Ierland en Schotland,
  - de Angelsaksische kerk (het meest verwant aan de kerk op het continent).

## Geboren
- Genmei, keizerin van Japan (overleden 722)
- Moe'awija II, Arabisch kalief (overleden 684)

## Overleden
- Ali ibn Aboe Talib, Arabisch kalief
- Saimei (67), keizerin van Japan